# Przerwa Cassiniego

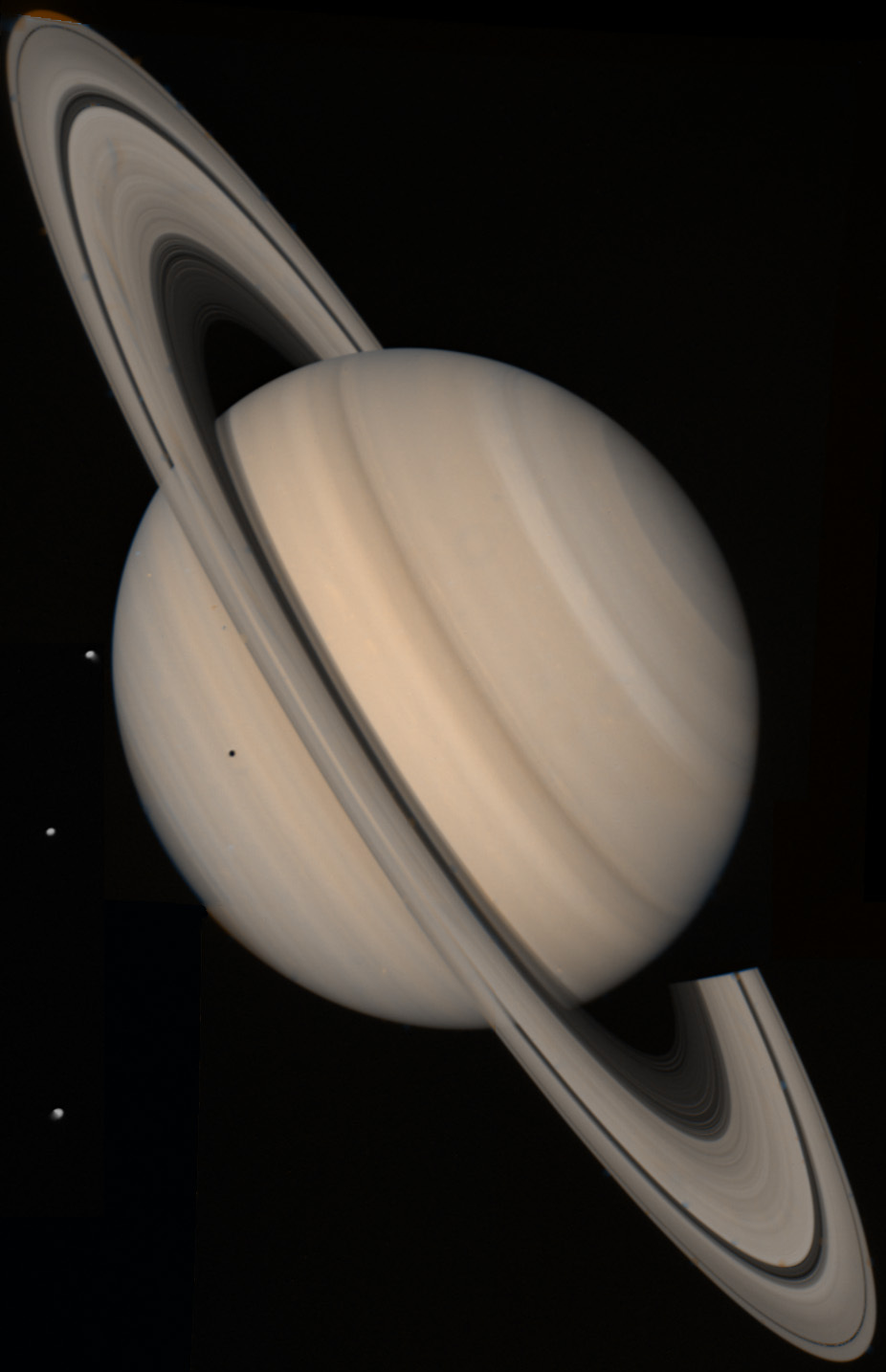
Przerwa Cassiniego jest dobrze widoczna na zdjęciu

Przerwa Cassiniego – największa z przerw widocznych w pierścieniach Saturna, o szerokości 4 800 km. Znajduje się ona pomiędzy jasnymi pierścieniami A i B. Przerwa została odkryta przez Giovanniego Cassiniego w 1675 roku. Jest dobrze widoczna już przez niewielki teleskop.

## Budowa

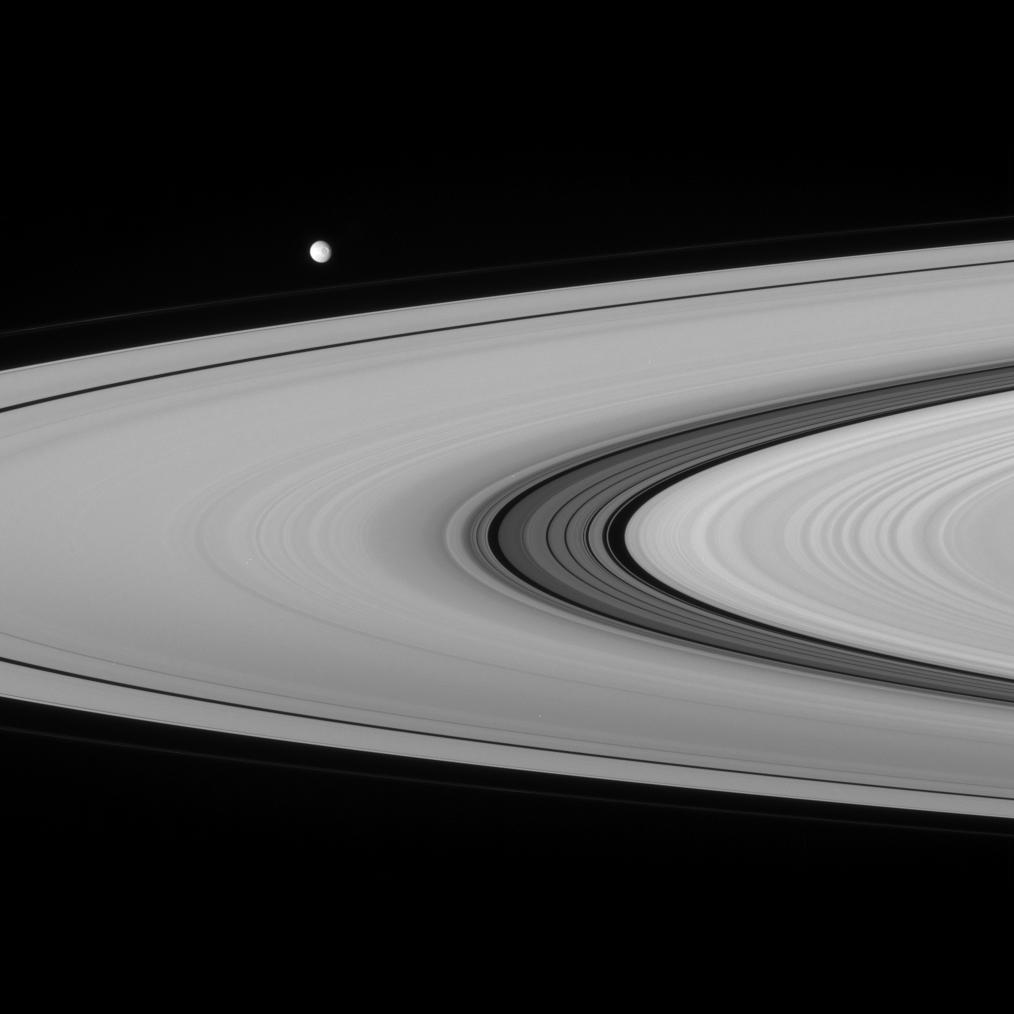
Pasma materii położone wewnątrz przerwy Cassiniego (widocznej na prawo od środka zdjęcia) są dobrze widoczne przy odpowiedniej geometrii. Zdjęcie wykonane przez sondę Cassini.

Przerwa Cassiniego nie jest rzeczywistą szczeliną w pierścieniach planety, ale obszarem gdzie materia krążąca wokół planety jest ciemniejsza niż w sąsiednich pierścieniach. Ma ona złożoną strukturę wewnętrzną; znajdują się w niej rzeczywiste szczeliny, spośród których najszersze są przerwa Huygensa (po wewnętrznej stronie, oddziela pierścień B) i przerwa Laplace'a, oraz pasma materii o zróżnicowanej szerokości i jasności. Przerwę Huygensa tworzy rezonans orbitalny 1:2 z księżycem Mimasem, który destabilizuje orbity cząstek, które znajdą się w tym obszarze, jednak także tam znajduje się wąski pierścień materii.